# Наке Чулев
Наке Чулев (на македонска литературна норма: Наќе Чулев) е разузнавач, политик от Северна Македония, служебен министър на вътрешните работи от 3 януари до 25 юли 2020 г.

## Биография
Роден е на 26 юли 1972 г. в Кавадарци. От 1986 до 1994 г. учи във Военната гимназия „Братство и единство“ в Сърбия. След това започва да учи във Въздушната техническа академия в Сараево, но не довършва образованието си. Завършва Факултета по сигурност в Скопие като криминалист. От 2019 г. учи във Философския факултет на Скопския университет.
В периода 1999 – 2003 г. е разузнавач в Дирекцията за разузнаване на международния тероризъм и организираната престъпност към Агенцията за разузнаване. ОТ 2003 до 2007 г. е първи секретар в Посолството на Република Македония в Анкара (като представител на Агенцията за разузнаване).
Между 2007 и 2011 г. е съветник в Дирекцията за разузнаване на международния тероризъм и организираната престъпност. От 2011 до 2012 г. е директор на Дирекцията за оперативно разузнаване. Между 2012 и 2013 г. е изпълняващ длъжността директор на Агенцията за разузнаване, а от 2013 до 2017 г. е неин директор.
От 2016 г. преподава в Дипломатическата академия на Министерството на външните работи, а от 2017 г. преподава в Академията за съдии и обществени обвинители.
През юни 2019 г. е назначен за съветник в Дирекцията за разузнаване на международния тероризъм и транснационалната организирана престъпност. От 3 януари до 25 юли 2020 г. е служебен министър на вътрешните работи.